# Sjin (Arabische letter)

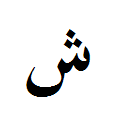
Sjin in geïsoleerde vorm

Sjin, شين, is de 13e letter van het Arabisch alfabet. Hij stamt af van de letter Sjin uit het Fenicisch alfabet en is daardoor verwant met de Latijnse S, de Griekse sigma en de Hebreeuwse sjien. Aan de sjin kent men de getalswaarde 300 toe.

## Uitspraak
De sjin is een stemloze palatoalveolaire fricatief en klinkt als de Nederlandse letter "sj" in "sjoelbak".
De sjin is een zonneletter, dat wil zeggen dat hij een voorafgaand bepaald lidwoord "al" assimileert. Voorbeeld "het venster" - الشباڭ : uitspraak niet "al-shubbak" maar "asj-sjubbak".

## Sjin in Unicode
| Unicode Codepoint | U+0634              |
| Unicode-Name      | ARABIC LETTER SHEEN |
| HTML              | &#1588;             |
| ISO 8859-6        | 0xd4                |

Basisalfabet: ا (alif) · 
ب (ba) · 
ت (ta) · 
ث (tha) · 
ج (jim) ·
ح (ḥa) ·
خ (kha) ·
د (dal) ·
ذ (dhal) ·
ر (ra) ·
ز (zai) ·
س (sin) ·
ش (sjin) ·
ص (ṣad) ·
ض (ḍad) ·
ط (ṭah) ·
ظ (ẓa) ·
ع (ain) ·
غ (gain) ·
ف (fa) ·
ق (qaf) ·
ك (kaf) ·
ل (lam) ·
م (mim) ·
ن (nun) ·
ه (ha) ·
و (waw) ·
ي (ya)
Aanvullende tekens: ء (hamza) ·
آ (alif madda) ·
ة (tāʾ marbūṭa) ·
ى (alif maqṣūra) ·
لا (lām-alif)
Klinkertekens: fatḥa ·
kasra ·
ḍamma ·
shadda ·
sukūn ·
waṣla